# Jin Xi Hou
Marquis Jin Xi Hou (Langues chinoises: 晉釐侯 ou 晉僖侯, Hànyǔ Pīnyīn: Jìn Xī Hóu), nom ancestral Ji (姬), prénom Situ (司徒), était le septième souverain du État de Jin pendant la Dynastie Zhou de l'Ouest. Après la mort de son père, le marquis Jin Jing Hou, il monta sur le trône de Jin,,.
En 823 av. J.-C., la 18e année de son règne, il mourut et son fils Ji monta sur le trône en tant que prochain dirigeant de Jin : Jin Xian Hou.